# Сріяне
Сріяне (хорв. Srijane) — населений пункт у Хорватії, в Сплітсько-Далматинській жупанії у складі міста Омиш.

## Населення
Населення за даними перепису 2011 року становило 270 осіб.
Динаміка чисельності населення поселення:

## Клімат
Середня річна температура становить 12,51 °C, середня максимальна – 26,66 °C, а середня мінімальна – -1,72 °C. Середня річна кількість опадів – 886 мм.
| Клімат поселення                              | Клімат поселення | Клімат поселення | Клімат поселення | Клімат поселення | Клімат поселення | Клімат поселення | Клімат поселення | Клімат поселення | Клімат поселення | Клімат поселення | Клімат поселення | Клімат поселення | Клімат поселення |
| Показник                                      | Січ.             | Лют.             | Бер.             | Квіт.            | Трав.            | Черв.            | Лип.             | Серп.            | Вер.             | Жовт.            | Лист.            | Груд.            |                  |
| Середній максимум, °C                         | 8,58             | 9,35             | 12,57            | 16,21            | 20,90            | 24,94            | 26,66            | 26,54            | 21,81            | 17,36            | 12,16            | 9,30             |                  |
| Середня температура, °C                       | 3,44             | 4,21             | 7,43             | 11,06            | 15,74            | 19,79            | 22,45            | 22,32            | 17,58            | 13,14            | 7,94             | 5,08             |                  |
| Середній мінімум, °C                          | −1,72            | −0,94            | 2,26             | 5,91             | 10,60            | 14,63            | 18,22            | 18,12            | 13,38            | 8,92             | 3,72             | 0,87             |                  |
| Норма опадів, мм                              | 76               | 66               | 70               | 76               | 60               | 58               | 39               | 53               | 76               | 99               | 115              | 98               |                  |
| Середньомісячна швидкість вітру, м/с          | 3.06             | 3.36             | 3.40             | 3.17             | 2.80             | 2.50             | 2.52             | 2.39             | 2.70             | 2.85             | 3.44             | 3.48             |                  |
| Середньомісячна сонячна радіація, кДж/м²·день | 5549             | 8273             | 11942            | 16215            | 20134            | 22693            | 24333            | 21509            | 16018            | 10453            | 5999             | 4709             |                  |
| --------------------------------------------- | ---------------- | ---------------- | ---------------- | ---------------- | ---------------- | ---------------- | ---------------- | ---------------- | ---------------- | ---------------- | ---------------- | ---------------- | ---------------- |
| Джерело:                                      |                  |                  |                  |                  |                  |                  |                  |                  |                  |                  |                  |                  |                  |